# Charte de Coupvray
 (avril 2011).
La Charte de Coupvray est un document élaboré pendant le colloque qui s'est tenu en 2009 à Coupvray, village natal de Louis Braille, à l’occasion de la célébration du bicentenaire de sa naissance le 4 janvier 1809 dans ce village d’Île-de-France.
Le colloque international s'est réuni sous l’égide du Comité international pour la célébration du bicentenaire de la naissance de Louis Braille (CINAL) du 18 au 20 juin dans les salles du site de Parc Disneyland. Environ 800 congressistes se sont réunis pour mettre au point la rédaction de cette Charte, reprenant dix engagements fondamentaux pour la reconnaissance et l’amélioration de la condition des personnes touchées de déficience visuelle.
À partir de septembre 2009, la promotion de la charte a été effectuée par les soins de l’Unesco auprès de toutes les nations, qui ont été invitées à en débattre et à adopter cette charte dans leurs parlements.